# Alvania franseni
Alvania franseni is een slakkensoort uit de familie van de drijfshorens (Rissoidae). De wetenschappelijke naam van de soort werd in 1998 voor het eerst geldig gepubliceerd door Henk Hoenselaar en Jeroen Goud.